# Wohnhof
Der Wohnhof ist öffentlicher Straßenraum. Der Begriff findet Anwendung in der Planung von Straßen
. Die Aufenthaltsfunktion von Fußgängern überwiegt, dem Fahrzeugverkehr wird nur eine untergeordnete Bedeutung zugemessen. Er wird vorrangig bei der Erschließung neuer Einfamilienhausgebiete eingesetzt. 
Die Straßenbreite soll mindestens 7,00 m, die Breite der Fahrgasse mindestens 4,75 m betragen.
Bei der Gestaltung als Sackgasse dürfen im Wohnhof maximal 80 Wohneinheiten, sonst maximal 160 Wohneinheiten vorhanden sein. Die Länge soll 200 m bzw. 300 m nicht überschreiten.
In Sackgassen muss am Ende eine Wendemöglichkeit (Wendekreis oder -hammer) baulich hergestellt sein.
Die Anbindung an andere Straßen erfolgt üblicherweise über eine Gehwegüberfahrt.